# Ministère de la Santé et des Sports
Cet article court présente un sujet plus développé dans : Ministère des Affaires sociales et de la Santé (France), Ministère des Sports (France), Liste des ministres français des Sports et Liste des ministres français des Solidarités et de la Santé.
Le ministère de la Santé et des Sports est un ministère français qui a brièvement existé en 2007, sous la présidence de Nicolas Sarkozy. Roselyne Bachelot était la ministre.
Le ministre de la santé et des sports prépare et met en œuvre la politique du Gouvernement relative à la santé publique, à l’organisation du système de soins, à l’assurance maladie et maternité, aux actions en faveur de la jeunesse, aux activités physiques et sportives, à la pratique des sports et au développement de la vie associative. 
En dehors de cette période, ces administrations sont rattachés à des ministères différents.